# جامع الخلاني
مسجد الخلاني هو مرقد ومزار فيه «جدل»، فهو عند الشيعة": الشيخ محمد بن عثمان العمري الخلاني ونسبه الأسدي، وقد نص على نيابته الإمام علي الهادي وإبنه الإمام العسكري، وكذلك الإمام المهدي كما نص عليه أبوه الشيخ العَمْري قبل موته، بحسب ما ذكره الشيخ الطوسي في الغيبة.".
وهو عند أهل السنة: مرقد الإمام الخلاني المكنى بأبي جعفر، المعروف قديماً بغلام الخلال.
وفي المرقد مسجد من مساجد بغداد التاريخية الأثرية، ويقع المسجد مقابل ساحة الخلاني في بغداد بالقرب من سوق السنك وبالقرب من جامع الشيخ عبد القادر الكيلاني وكذلك قريبا من المسجد المعروف بمسجد العيدروسي.

## تاريخه
إن مسجد الخلال الذي يعرف اليوم بمسجد الخلاني كان موضعه وما يحيط به مقبرة تعرف بمقبرة الخلاني سماها صاحب كتاب الحوادث (مقبرة الخلال) وهي نفسها مقبرة الفيل.
قال ابن الدبيثي في ترجمة عبد الله بن صالح الأنباري المتوفي سنة 591هـ «ودفن بباب الازج بمقبرة الخلال وتعرف بمقبرة الفيل»
ووردت الإشارة إلى قبر الشيخ محمد الخلاني في رحلة الرحالة مصطفى بن كمال الدين الصديقي الدمشقي، عند نزوله في بغداد سنة 1139هـ /1726م
وسجل لها التاريخ في نهاية العصر العباسي مشاهدة واقعة عظيمة لم ترها مقبرة ولا تربة، تلك هي واقعة محو الخلافة العباسية بقتل الخليفة المستعصم بالله وأولاده وأعمامه وانسبائه وكل من ينتمي للبيت العباسي، حتى لم يبق منهم أحد من كان خارج بغداد، وفرَّ منها قبل القبض عليه، وقتل فيها بقية الأمراء والعلماء الذين ساقهم مؤيد الدين بن العلقمي إلى المجزرة المغولية

## في الدراسات الحديثة
يرى مصطفى جواد وأحمد سوسة «في دليل خارطة بغداد المفصل في خطط بغداد قديماً وحديثاً» أن الضريح يعود للعالم البغدادي أبي بكر الخلال الحنبلي ويتفق معهما آخرين مثل عماد عبد السلام رؤوف في كتابه «معالم بغداد».
وذكر المؤرخ يونس السامرائي في كتابهِ مساجد بغداد: إن المسجد سمي بالخلاني نسبة إلى أبي بكر الخلال والذي نسب خطأ إلى الشيخ الخلاني، وجدد بناؤه عام 1320هـ، وآخر تجديد لهُ في عام 1394هـ.
ولقد أقيمت فيهِ صلاة الجمعة الموحدة للجمع بين الطوائف المتنازعة في العراق عدة مرات، ومنها صلاة الجمعة في تاريخ 19 تموز 2013م.